# Golfe Borysthénique
Le golfe Borysthénique (ukrainien : Дніпровсько-Бузький лиман : « liman du Dnipro et du Boug méridional ») est un liman situé sur les côtes nord-ouest de la mer Noire dont il est séparé par les péninsules de Kinbourn et d'Otchakiv. Ce large estuaire dont le nom français reprend la dénomination antique (Borysthenes étant le nom scythe du Dnipro) est important pour le transport maritime, la pêche et le tourisme. Le port le plus important est Otchakiv mais la principale ville est Mykolaïv.

## Géographie

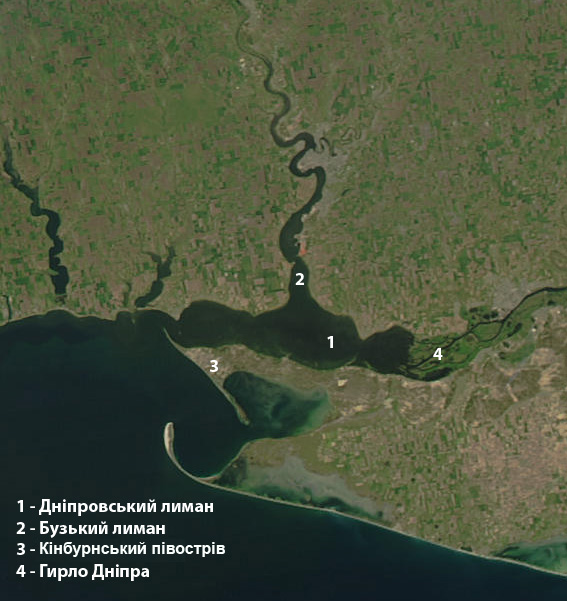
1 – golfe (liman) Borysthénique ; 2 – embouchure du Boug méridional ; 3 - péninsule de Kinbourn ; 4 – embouchure du Dniepr. Au sud de la péninsule de Kinbourn se trouve un autre liman, triangulaire : celui de Yagorlytsk.

La rive sud du liman, soit la péninsule de Kinbourn, est surtout plate et sablonneuse. À son extrémité Ouest, entre le golfe Borysthénique et le golfe Carcinitique, s'étire le cordon littoral appelé « cours achilléen ». Sur la côte nord-est on trouve des buttes, principalement constituées d'argiles, de grès et de sables, qui atteignent une hauteur de 20 à 35 mètres. Des bancs de sable gênent la navigation aux embouchures des fleuves. Environ 25 à 30 % du débit annuel du Dniepr et Boug méridional étant utilisé pour l'irrigation et l'approvisionnement en eau de leurs bassins, les entrées d'eau douce dans le liman ont proportionnellement diminué par rapport aux entrées d'eau salées, et la salinité a donc augmenté avec un impact sur la flore et la faune locales.
Les trois grandes villes sont Kherson, Mykolaïv et Ochakiv dont les effluents sont pour le liman une source de pollution, l'autre étant l'agriculture, via le débit des fleuves. De petites villes côtières s'alignent sur la rive Nord (Kuzurub, Dmytrivka, Limani, Parutyne, Olexandrivka, Stanislav, Chyroka Balka) et sur la rive Sud c'est-à-dire la péninsule de Kınburun (Pokrovske, Vassylivka, Vinohradne, Rybaltche et Stara Zbourivka). Dans le liman, près d'Ochakiv, on trouve l'île de Berezan et l'île artificielle de Mayskiy et, en amont, sur des écueils Rybaltche (« poissonneux » en ukrainien), les phares d'Hacigöl (Adziogol dans la forme ukrainienne de ce nom tatar signifiant « lac des pèlerins ») et de Stanislav. 

### Zone humide
La zone est protégée par la convention de Ramsar dans la zone humide du delta du Dniepr qui inclut aussi le parc national du Dniepr inférieur.

## Histoire

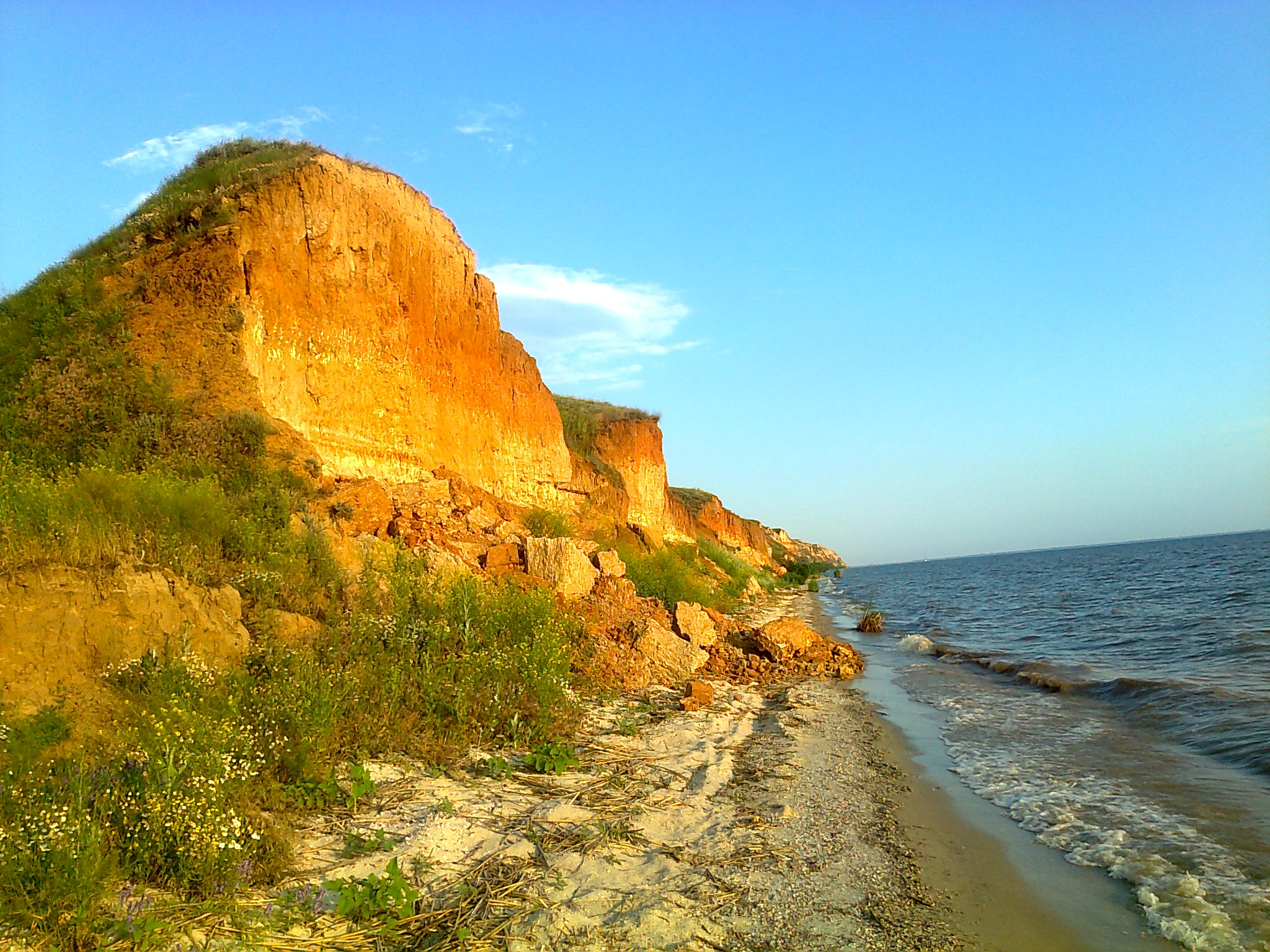
Le rivage du golfe Borysthénique près d'Oleksandrivka.

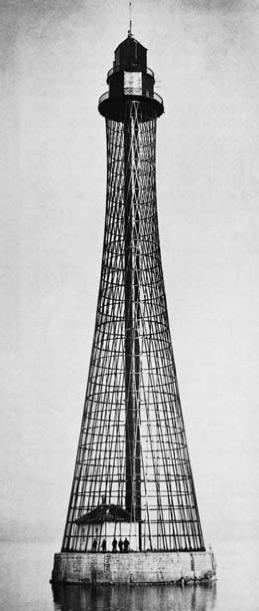
Le phare hyperboloïde d'Hacigöl (1911).

Dans l'Antiquité, s'élevaient ici au VIe siècle av. J.-C. les colonies grecques d'Olbia pontique sur la rive Nord du golfe et d'Alektor sur la rive Sud. Zopyrion, un général macédonien, prit Alektor et assiégea Olbia avec une armée de 30 000 hommes, mais les Scythes la ravitaillèrent par le fleuve Hypanis et par le Golfe borysthénique en denrées, flèches et projectiles. Zopyrion se retrouva à son tour encerclé et piégé par les Gètes (Thraces du nord) et les Scythes, qui délivrèrent Olbia du siège et anéantirent l'armée macédonienne : Zopyrion trouva la mort dans la bataille.
Vers la fin du IIIe siècle av. J.-C., les colonies grecques en déclin économique, se reconnurent vassales de Scilurus, roi des Scythes. Elles connurent un regain de prospérité sous Mithridate VI, lorsqu'elles firent partie du royaume du Pont avant de devenir des cités romaines. Dion de Pruse visita Olbia qu'il décrivit dans ses « Discours borysthéniques ». Les deux colonies furent finalement abandonnées au IVe siècle, après avoir été incendiées au moins deux fois lors des guerres gothiques et scythiques.
Le liman Borysthénique vit passer les Ostrogoths puis, d'Est en Ouest, une longue série de peuples cavaliers : Huns, Avars, Onoghours, Khazars, Magyars, Petchénègues, Coumans, Tatars... mais aussi, dans le sens Nord-Sud, les Slaves et les Varègues allant commercer avec Byzance, ou bien s'y engager comme mercenaires, ou encore pour guerroyer contre elle. Dans leur lutte contre les Tatars, les Polono-Lituaniens parviennent sur ses rives en 1412 et y élèvent la forteresse d'Oczaków pour protéger l'entrée du Dniepr. Mais les Tatars devinrent les alliés et les vassaux de l'Empire ottoman alors en pleine expansion. En 1492, le khan de Crimée Mengli Ier Giray prend le contrôle de la forteresse et en construit une autre en face, sur le rive Sud, celle de la presqu'île de Kınburun.
Du XVIe siècle jusqu'à la fin du XVIIIe siècle, sous leur règne et celui des Ottomans, apparaît sur la rive Nord une kışla (ville de tentes) tatare nommée Oçaq ou Özü en tatar et Oçak ou Özi en turc. La forteresse prend alors ce nom, et devient le cœur du sandjak ottoman, qui englobait Hacidere (aujourd'hui Ovidiopol) et Hacibey (aujourd'hui Odessa) ainsi qu'environ 150 villages, dont les propriétaires musulmans étaient des clans tatars éleveurs de moutons et de chevaux ou des beys ottomans, et dont les habitants étaient en partie des chrétiens ruthènes ou moldaves asservis après avoir été razziés par les Tatars en Pologne, Lituanie ou Moldavie, et aussi des groupes de Roms alliés aux Tatars dont ils étaient les jardiniers, bergers, mégissiers, feutriers, chaudronniers, ferronniers, bûcherons, charrons, selliers ou éclaireurs. La province à laquelle appartient le sandjak est parfois appelée « pachalik d'Özi », car le pacha (beylerbey) y résidait en été : elle s'étendait sur toute la rive Ouest de la mer Noire jusqu'à Boğaz incluse (Yedisan, Boudjak, Dobroudja et actuelle Bulgarie côtière). En hiver, le pacha se retirait à Silistrie sur le bas-Danube. Le liman est alors connu sous le nom de Kara Kerman (« forteresse noire », en turc).
Pendant la guerre russo-turque de 1735-1739, l'armée russe du maréchal Minikh assiège en 1737 les forteresses, principal obstacle entre l'empire russe et la mer Noire. Elles sont prises en 1738, mais sont ensuite abandonnées et redeviennent turques en 1739. Les Russes appellent celle de la rive Nord Otchakoff (Очаков), d'après le nom polonais. Durant la guerre russo-turque de 1787-1792, l'armée et la flotte russes assiègent à nouveau Oçak/Özi/Otchakoff en 1788 à la fois par la terre ferme et par le liman. Ce siège dure six mois et s'achève en décembre 1789 par la prise d'assaut de la forteresse grâce au gel du liman, par une température de −23 °C, permettant aux troupes russes d'attaquer de toutes parts : c'est le sujet d'une ode du poète Gavrila Derjavine. Par le traité d'Iași, signé en 1792, Otchakoff et le golfe Borysthénique sont cédés à l'Empire russe, la flotte russe dispose désormais d'une base maritime donnant directement sur la mer Noire, les propriétaires turcs ou tatars sont expulsés et les populations chrétiennes sont libérées de leur emprise… mais pas du servage (leurs villages ainsi que les groupes de Roms étant distribués aux boyards russes).
Lors de la guerre de Crimée, la fortification de Kınburun (nom transcrit Kinbourn en anglais, mais signifiant « cap du fourreau » en turc), sur la rive Sud en face d'Otchakoff, est bombardée par la flotte anglo-française depuis le liman et tombe le 17 octobre 1855. Les Russes abandonnent Otchakoff et détruisent le fort qui s'y trouve : elle reste aux Anglais et aux Français jusqu'à la fin de la guerre. Après cette guerre, les défenses côtières russes autour d'Otchakoff et sur les rives du liman sont reconstruites et renforcées. Le servage est aboli en 1861.
Le liman est également un enjeu militaire et un site de batailles (qui y ont laissé de nombreuses épaves) lors de la Première Guerre mondiale, de la guerre civile russe, de la Seconde Guerre mondiale et de l'invasion de l'Ukraine par la Russie en 2022 (offensive du Sud de l'Ukraine).